# Pamka
Pamka (en népalais : पाम्का) est un comité de développement villageois du Népal situé dans le district de Surkhet. Au recensement de 2011, il comptait 2 170 habitants.